# Коли зло ховається (фільм)
«Коли зло ховається» (ісп. Cuando acecha la maldad) — надприродний психологічний фільм жахів 2023 року, написаний і знятий Деміаном Руньйою. Фільм спільного виробництва Аргентини та США в якому знялися Езекіель Родрігес, Деміан Саломон, Луїс Зембровскі, Сільвія Сабатер і Марсело Мічіно.

## Сюжет
Вранці, почувши постріли в сусідньому лісі, брати Педро та Хайме знаходять половину тіла чоловіка, що приводить їх до сусідньої халупи, де переховується літня жінка Марія Елена та двоє її синів. Старший, Уріель, став Гнилим, істотою, одержимою ненародженим демоном, який чекає на фізичне народження. Труп належить «Чистильнику», людині, яку Марія Елена покликала вбити Уріеля і вигнати демона, перш ніж він заволодіє іншими.
Влада відмахується від демона, вважаючи, що це не їхня проблема. Брати звертаються до землевласника Руїса, який намагається розібратися з Уріелем, викинувши одержимого за межі своєї землі. Ледве уникнувши зіткнення з хлопчиком на дорозі, троє чоловіків виявляють, що Уріель втік з вантажівки. Руїс оголошує справу вирішеною і повертається додому. Наступного ранку вагітна дружина Руїса Хімена виявляє, що одна з їхніх кіз стала одержимою. Попри її застереження не використовувати зброю, оскільки вона сприяє поширенню одержимості Гнилого, Руїс страчує тварину, а Хімена негайно здійснює вбивство-самогубство за допомогою сокири.
Наступного ранку Хайме і Педро домовляються покинути місто, забрати своїх рідних і втекти в безпечне місце. Хайме забирає їхню матір, а Педро йде до будинку своєї колишньої дружини Сабріни. Це призводить до сварки між ним, Сабріною та її новим чоловіком Леонардо, коли Педро намагається забрати своїх двох дітей, Жаїра та Сантіно. Поки вони відволікаються на суперечку, собака сім'ї, який раніше лизав забруднений демоном одяг Педро, жорстоко нападає на Вікі, дочку Леонардо і Сабріни, забирає її на вулицю та тікає з нею. Леонардо і Педро переслідують собаку, і перший стріляє в нього. Педро повертається до Сабріни, але бачить, що її дочка повернулася неушкодженою і погрожує Сабріні, тому Педро викрадає їхню машину. Коли Педро їде з синами, він стає свідком того, як Леонардо врізається в Сабріну під час танцю Вікі.
Після того, як Педро забирає Хайме та їхню матір, сім'я виїжджає з міста і прибуває до будинку Мірти, колишньої прибиральниці і подруги Хайме, яка запрошує їх на нічліг. Мірта попереджає Хайме про Жаїра, який страждає на аутизм, що він має ознаки одержимості, але Хайме не звертає на це уваги. Одержимий труп Сабріни викрадає Сантіно, і Мірта радить Хайме погнатися за нею, поки вони з Педро шукатимуть Уріеля, щоб покласти край демонічній чумі. Шукаючи Сабріну, Хайме дізнається, що вона вбила Сантіно, і в пориві емоцій переїжджає її. При цьому він зіштовхується з деревом. Мати братів залишається в будинку Мірти і чекає разом з Жаїром, який повертається до будинку, тепер він говорить чітко і без вад.
Пошуки Педро і Мірти приводять їх до школи, наповненої одержимими дітьми, які зухвало брешуть парі, щоб уможливити народження демона. Вони знаходять Уріеля під сценою в маленькій аудиторії, і Педро намагається належним чином відкопати його, поки Мірта налаштовує обладнання для знищення демонів. Втративши терпіння і повіривши брехні одного з дітей про пожежну сокиру, яка може допомогти, Педро біжить до офісу, поки Мірта кричить, щоб він не залишав її. Поки його немає, діти заманюють Педро в пастку, вбивають Мірту і розбирають обладнання. Розлючений Педро б'є Уріеля до смерті уламком зламаного обладнання, але запізнюється, щоб перервати пологи. Демон всередині Уріеля народжується незабаром після цього, скидає своє тіло і з'являється перед переможеним Педро. Поглузувавши з Педро, пощадивши його, новонароджений демон виходить на вранішнє сонце, а за ним і діти.
Педро, Хайме та Жаїр повертаються додому. Хайме знаходить одержимого брата Уріеля, який розповідає йому, що чотири дні тому він убив першого Чистильника, з'ївши його. Він також розповідає, що зробив те саме зі своєю матір'ю напередодні, і натякає, що матір Хайме спіткала така ж доля. Усередині Педро годує Жаіра морозивом, але той починає задихатися і кашляє волоссям матері Педро, бо теж був одержимий і обманював його, прикриваючись своїм аутизмом. Педро вибігає на вулицю і падає від горя, втративши всіх, окрім Хайме.

## Актори
- Езекіель Родрігес — Педро Язурло[5]
- Деміан Саломон — Хайме «Джимі» Язурло[5]
- Сільвія Сабатер — Мірта
- Луїс Зембровський в ролі Армандо Руїса
- Марсело Мічіно в ролі Сантіно Язурло
- Еміліо Воданович у ролі Жаїра Язурло
- Вірджинія Гарофало в ролі Сабріни
- Паула Рубінштейн в ролі Сари
- Лукреція Нірон Талазак в ролі Вікі
- Ізабель Кінтерос в ролі Марії Елени Гомес
- Дезіре Сальгейро в ролі Хімени Руїс
- Федеріко Лісс у ролі Леонардо «Лео»

## Виробництво
У 2021 році сценарій «Коли зло ховається» здобув друге місце на міжнародному пітчингу Sitges Pitchbox, організованому Filmmarket Hub та кінофестивалем у Сіджасі.
«Коли зло ховається» вироблявся компаніями Shudder та La Puerta Roja, яка є спільним підприємством аргентинських компаній Aramos Cine та Machaco Films. Це перша іспаномовна робота Shudder. Зйомки відбувалися у 2022 році.

## Критика
На сайті-агрегаторі рецензій Rotten Tomatoes 99% з 87 відгуків критиків є позитивними, а середня оцінка — 7,8/10. Консенсус на сайті такий: «Жорсткий фільм жахів, чиї поверхневі страхи настільки ж захопливі, як і його тематичні проблеми, „Коли зло причаїлося“ знаменує собою вісцерально[що?] тривожне доповнення до канону жахів про одержимість». Metacritic, який використовує середньозважену оцінку, присвоїв фільму 75 балів зі 100, спираючись на відгуки дванадцяти критиків, що свідчить про «загалом схвальні» рецензії.